# Milicia excelsa
Milicia excelsa är en mullbärsväxtart som först beskrevs av Friedrich Welwitsch, och fick sitt nu gällande namn av C.C. Berg. Milicia excelsa ingår i släktet Milicia och familjen mullbärsväxter. Inga underarter finns listade i Catalogue of Life.

## Bildgalleri

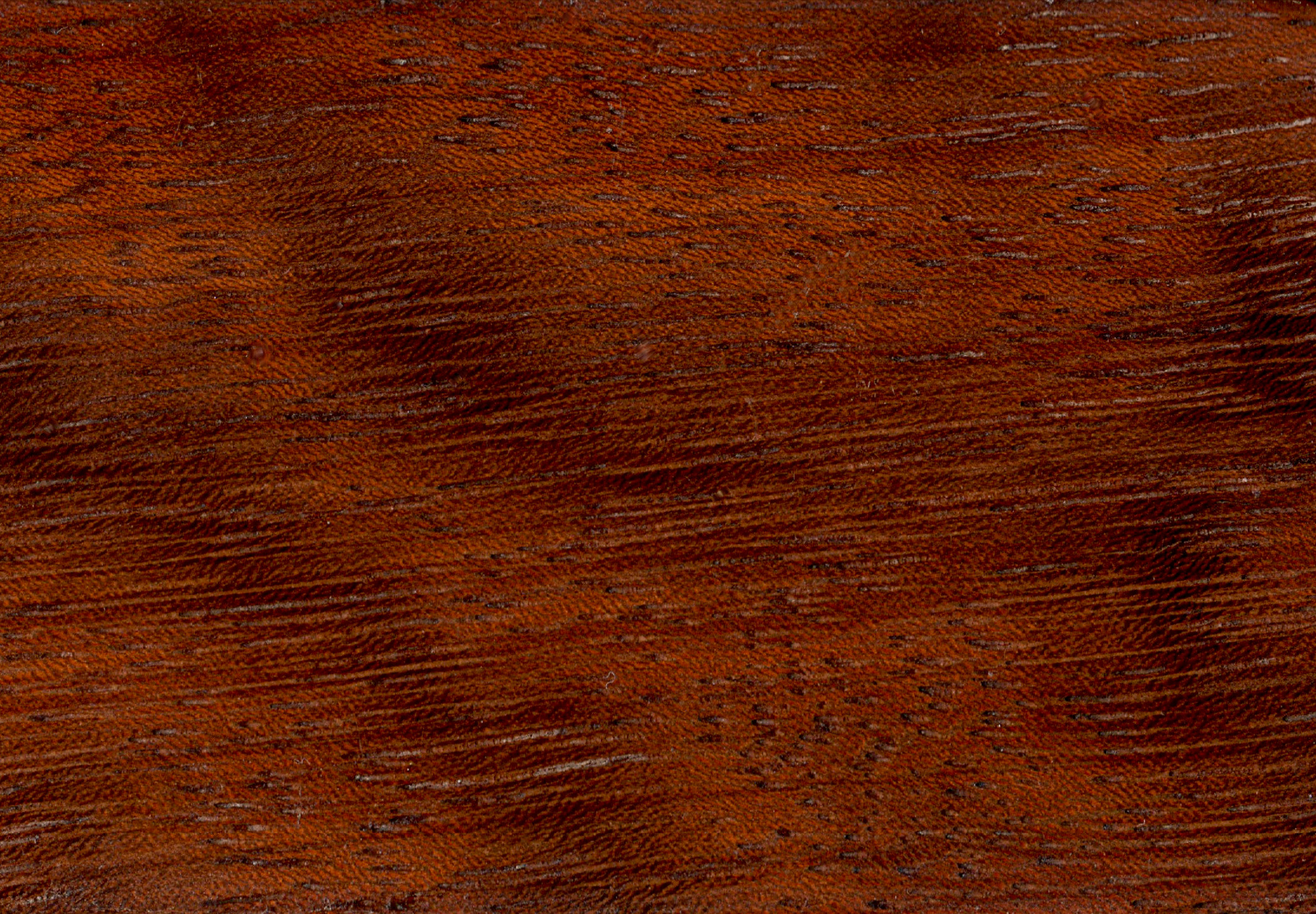